# 田玉林
田玉林（1962年2月—），男，辽宁昌图人，中华人民共和国政治人物。吉林财贸学院贸易系商业经济专业毕业，吉林大学经济管理学院国民经济计划与管理专业在职研究生学历。

## 生平
1984年8月参加工作，1991年加入中国共产党。历任辽源市财政局副局长、局长、党组书记，辽源市政府副秘书长，通化市政府副市长，通化市委常委、梅河口市市委书记，通化市委常委、通化市人民政府常务副市长，通化市委常委、副书记。2009年5月至2010年1月任中共通化市委副书记，副市长、代理市长。2010年1月,任中共通化市委副书记，市长 。2013年，被选为第十二届全国人民代表大会吉林地区代表。
2014年4月11日，田玉林因涉嫌严重违纪，接受组织调查。5月23日，吉林省通化市第七届人大常委会第十次会议决定，接受田玉林辞去通化市市长职务。因涉嫌违纪违法，2014年7月30日，吉林省第十二届人大常委会第九次会议决定接受其辞去第十二届全国人民代表大会代表职务。2015年7月，田玉林被判犯有受贿罪（其中索取数额为3574.7548万元，收受数额为848.0042万元），被判处死刑、缓期两年执行。审判期间，田玉林多次举报通化市委原书记刘保威。田玉林已上诉至吉林省高级法院，等待二审。